# Mabel Loomis Todd
Pour les articles homonymes, voir Loomis et Todd.
Mabel Loomis Todd ou Mabel Loomis (10 novembre 1856, Cambridge - 14 octobre 1932, Hog Island) était une éditrice et écrivaine américaine. Elle fut l'éditrice, à titre posthume, des œuvres d'Emily Dickinson et écrivit elle-même plusieurs romans et journaux racontant ses voyages avec son mari, l'astronome David Peck Todd.
Mabel Todd eut une relation complexe et mouvementée avec la famille Dickinson. Elle entretint une longue liaison avec le frère aîné marié de la famille, William Austin Dickinson (en). Au cours du processus de publication de la poésie de Dickinson, marqué par les controverses familiales, elle a librement modifié et adapté l'écriture de la poétesse à son propre style.

## Biographie

### Jeunesse et débuts

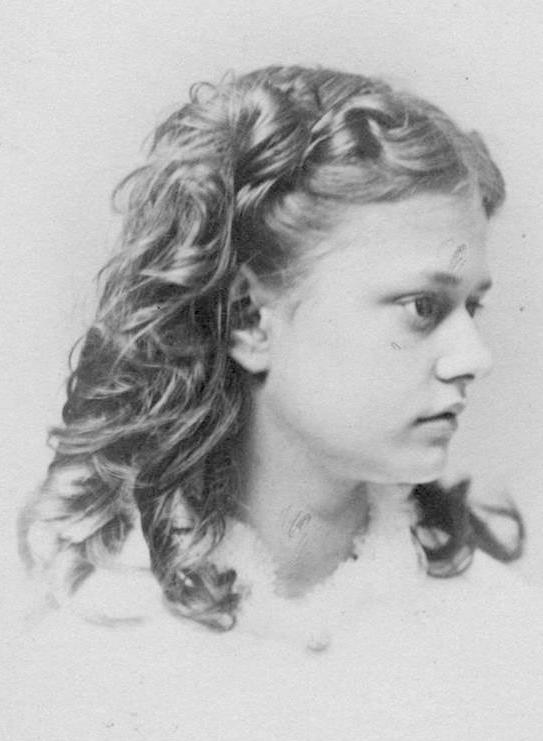
Mabel Loomis Todd adolescente vers 1866.

Elle est née Mabel Loomis, le 10 novembre 1856, fille de Marie Alden Wilder et Eben Jenks Loomis. Bien que la lignée familiale remonte au temps des premiers colons du Mayflower en Nouvelle-Angleterre, avec Priscilla Mullins, ils vivent dans des conditions financières difficiles et Mabel passe une grande partie de son enfance dans des foyers d'accueil à Cambridge, à Concord et à Washington. Elle est diplômée du collège pour filles, le Georgetown Female Seminary, à Washington, puis étudie la musique au Conservatoire de musique de la Nouvelle-Angleterre à Boston.
Elle rencontre l'astronome David Peck Todd en 1877 et l'épouse le 5 mars 1879. Le couple a eu une fille, Millicent Todd (Bingham) (1880-1968).
Ils s'installent à Amherst dans le Massachusetts en 1881, où son mari reçoit une offre pour un poste de professeur d'astronomie au Amherst College.

### Les années à Amherst
C'est dans cette ville qu'elle a une liaison avec Austin Dickinson, le frère d'Emily Dickinson, ; Austin est un éminent avocat local qui sert en tant que trésorier de l'Amherst College. Elle et lui font plusieurs voyages ensemble, notamment à Boston et s'écrivent des lettres d'amour. Bien qu'il essaient de dissimuler leur liaison, elle est connue de beaucoup de monde.
Todd s'inquiète de déménager dans une petite ville, habituée à la vie urbaine des grandes agglomérations telles que Washington ou Boston, mais trouve vite des occupations. Elle rejoint la chorale de l’église, est active dans des représentations théâtrales locales, et ses journaux sont un compte rendu complet de ses activités : « les concours de bowling et de tir à l'arc, l'équitation – un matin de juin, elle parle d'équitation à Leverett avant le petit déjeuner – et même de la luge.... ».
Elle accompagne son mari David au Japon en 1887 pour photographier une éclipse solaire, et devient ainsi la première femme occidentale à escalader le Mont Fuji. Elle écrit de nombreux articles sur ce voyage pour The Nation, St. Nicholas et The Century Magazine. Elle accompagne aussi son mari dans ses autres voyages pour photographier les éclipses, de nouveau au Japon en 1896, puis à Tripoli en 1900 et 1905, aux Indes orientales néerlandaises en 1901, au Chili en 1907 et en Russie en 1914. En tout, elle a visité plus de trente pays sur les cinq continents.
Le voyage en Russie est leur dernier voyage à l'étranger. L'éclipse doit avoir lieu le 21 août 1914, mais le 1er août 1914, la Russie déclare la guerre à l'Allemagne, alors que le couple est sur la route entre Kiev et Moscou. Plongé dans l'incertitude qui en résulte, le couple doit abandonner son projet et son équipement et regagne l'Amérique en passant par la Suède et le Danemark.
En 1893, Mabel Todd accompagne David à l'Exposition universelle de Chicago.
De 1894 à 1913, elle travaille pour l'association Village Improvement à Amherst, pour la préservation des vieux arbres, et elle soutient les projets de Frederick Law Olmsted pour Amherst. L'organisation nationale des Filles de la Révolution américaine est fondée en 1890, et Mabel contribue au démarrage de la branche locale – en 1896, elle aide à fonder la branche Marie Mattoon à Amherst et la branche Betty Allen à Northampton. Elle aide aussi à fonder le Club des femmes d'Amherst en 1893 et la Société Historique d'Amherst en 1902.
Elle est une artiste peintre de talent, et étudie la musique – l'harmonie, le chant et le piano au Nouveau Conservatoire de Nouvelle-Angleterre de Boston. Alors qu'elle est à Amherst, elle monte un club de musique ; elle donne également des cours de peinture, de chant et de piano. À 40 ans en 1896, elle cesse de chanter en public.
Entre 1890 et 1913, elle se consacre à des cycles de conférences réguliers le long de la côté Est des États-Unis, depuis la Floride jusqu'en Californie, au sujet de ses voyages et d'autres de ses centres d'intérêt. De 1880 à 1913, elle aura en tout écrit ou édité douze ouvrages ainsi que des centaines d'articles traitant de littérature, d'astronomie et de voyages. 
En 1917, la détérioration de la santé et l'instabilité mentale de David force le président d'Amherst, Alexandre Meiklejohn, à lui faire prendre une retraite anticipée. Le couple s’installe à Coconut Grove en Floride, où David est hospitalisé en 1922. Mabel continue à plaider pour des causes caritatives, en particulier pour la préservation de la nature et de la vie sauvage ; elle est active dans l'aide à la Société Audubon (créée en 1905) qui tente de préserver Hog Island dans le Maine, du sur-développement.
Mabel Loomis Todd fait une première hémorragie cérébrale en 1913 qui la laisse en partie paralysée du côté droit. Elle meurt d'une hémorragie cérébrale, le 14 octobre 1932, sur Hog Island, Maine. Elle est enterrée aux côtés de David au cimetière Wildwood d'Amherst, près de la tombe d'Austin Dickinson.
Après son décès, sa fille Millicent Todd fait don des trouvailles que sa mère a rapportées de ses nombreux voyages au Musée Peabody d'archéologie et d'ethnologie de l'université Yale et au Peabody Essex Museum de Salem.

## Éditrice de Dickinson

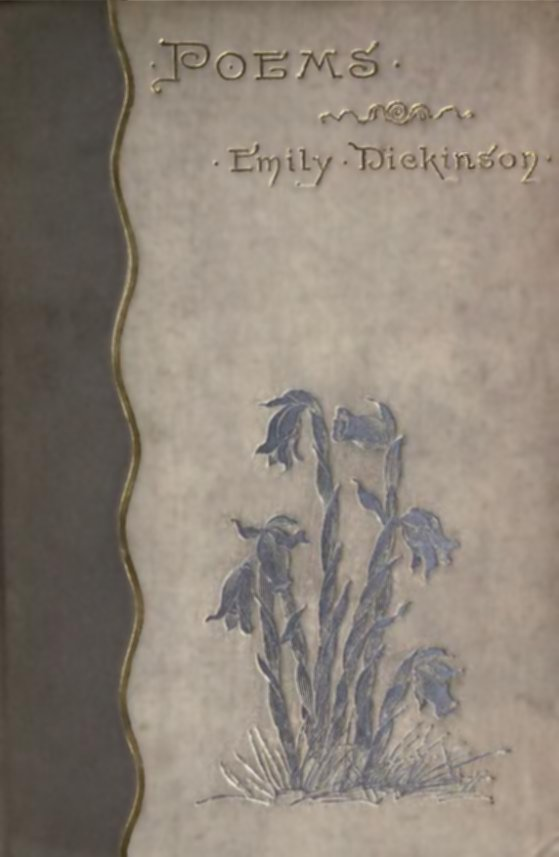
Couverture de Dickinson Poèmes, 1890

Todd n'a jamais rencontré personnellement Emily Dickinson et, bien que les deux femmes échangent des lettres, il a été dit que « Mabel a bel et bien détruit la famille Dickinson ». Sa première référence à Dickinson se trouve dans une lettre à ses parents du 6 novembre 1881, quelques mois après son déménagement à Amherst, où elle décrit la poétesse comme une recluse n’ayant pas quitté sa maison depuis quinze ans. Elle se réfère à elle comme à « une dame que les gens appellent le Mythe. Elle est la sœur de M. Dickinson, et semble être le point culminant de toute la bizarrerie familiale ».
Après la mort de Dickinson en 1886, sa jeune sœur Lavinia Norcross Dickinson (en) détruit toutes ses lettres, comme on le lui a ordonné. Dickinson ne laisse cependant aucune instruction concernant ses poèmes, et avait, à l'origine, demandé à sa belle-sœur Susan Dickinson de superviser leur publication. Lorsque le travail de cette dernière l'empêche de s'occuper rapidement de la publication – elle voulait publier des poèmes avec une approche holistique en les contextualisant avec les lettres, les manuscrits, les dessins d'Emily Dickinson, un travail de publication très peu conventionnel pour l'époque mais très proche des écrits de Dickinson – Lavinia sollicite la collaboration de Todd et de Thomas Wentworth Higginson. Le premier volume des Poèmes by Emily Dickinson est publié en 1890, et inclut de nombreuses modifications par Todd. Higginson, qui avait soutenu les écrits de Dickinson pendant sa vie, collabore également avec Todd sur Poems: Second Series en 1891. Higginson, cependant, déteste les altérations de l’œuvre par Todd et se retire de la collaboration. Cette dernière édite alors seule deux volumes des lettres de Dickinson en 1894 et Poems: Third Series en 1896. Un compte rendu détaillé du processus de publication est apporté dans l'ouvrage Ancestors' Brocades de Millicent Todd Bingham en 1945. Selon la chercheuse Brenda Wineapple, le troisième livre édité sans Higginson, « est le plus expurgé » des trois.
La relation entre Todd et la famille Dickinson, cependant, s'avère difficile. La jeune sœur d'Emily, Lavinia, détentrice des droits d'auteur des poèmes, souhaite décider de la part des revenus générés revenant à Todd et de la rétribuer elle-même, plutôt que la maison d'édition répartisse les gains. Mais le conflit s'avère inutile, car la publication ne rapporte pas de bénéfices. En 1896, Todd et la famille Dickinson se retrouvent dans une bataille juridique concernant la propriété des biens appartenant à Austin Dickinson. Celui-ci a laissé une partie de ses terres à Todd et à son mari, mais Lavinia, qui a commencé le processus pour rendre ce don légal change d'avis et les poursuit en 1898 pour récupérer les terres. Elle gagne le procès, mais Todd refuse de poursuivre le projet de publication jusqu'à la mort de Lavinia. Conséquence de leurs désaccords, les manuscrits d'Emily Dickinson sont répartis entre les deux familles.
Martha Dickinson Bianchi, la nièce de la poétesse, hérite des manuscrits de sa mère Susan, sauf ceux appartenant aux Todd. Entre 1913 et 1937, elle publie quatre livres de poésie d'Emily et deux biographies avec l'aide d'Alfred Leete Hampton. Todd, fâchée de cette publication rivale et supposant être la seule ayant droit sur les œuvres de Dickinson, publie une mise à jour de sa propre édition en 1931. En 1945, sa fille Millicent publie plusieurs poèmes provenant des manuscrits de Todd. En 1955, elle en publie trois de plus. Elle finira par en faire don au Amherst College après la mort de sa mère.

## Travaux

### Œuvres originales
- Mabel Loomis Todd, Footprints, 1883 (OCLC 2692762)
- Mabel Loomis Todd, Total Eclipses of the Sun, Boston, Roberts Brothers, 1894 (OCLC 3838009)
- Mabel Loomis Todd, Corona and Coronet : Being a Narrative of the Amherst Eclipse Expedition to Japan, Boston and New York, Houghton, Mifflin and Company, 1898 (OCLC 931060)
- Mabel Loomis Todd, Witchcraft in New England, Springfiled, MA, F.A. Bassette Company, 1906 (OCLC 528846)
- Mabel Loomis Todd, A Cycle of Sunsets, Boston, Small, Maynard and Co, 1910 (OCLC 3837985)
- Mabel Loomis Todd, Tripoli the Mysterious, Boston, Small, Maynard and Co, 1912 (OCLC 4725475)

### Volumes édités

#### Poèmes d'Emily Dickinson
- Emily Dickinson, Poems by Emily Dickinson, Boston, Roberts Brothers, 1890 (OCLC 551319074)
- Emily Dickinson, Poems, Second Series, Boston, Roberts Brothers, 1891 (OCLC 858413163)
- Emily Dickinson, Poems,Third Series, Boston, Roberts Brothers, 1896 (OCLC 29187960)

#### Lettres d'Emily Dickinson
- Emily Dickinson, Letters of Emily Dickinson 1830–1886, Boston, Roberts Brothers, 1894 (OCLC 776139426)

#### Autres poèmes
- Cara E. Whiton-Stone, A Cycle of Sonnets, Boston, Roberts Brothers, 1896 (OCLC 558426696)

### Articles (sélection)
- Mabel Loomis Todd, « Emily Dickinson's Letters », The Bachelor of Arts, vol. 1,‎ mai 1895, p. 39–66

### Manuscrits
- Mabel Loomis Todd, Mabel Loomis Todd Papers, 1982 (OCLC 122552303)